# Schoenus curvifolius
Schoenus curvifolius är en halvgräsart som först beskrevs av Robert Brown, och fick sitt nu gällande namn av Johann Jakob Roemer och Schult.. Schoenus curvifolius ingår i släktet axagssläktet, och familjen halvgräs. Inga underarter finns listade i Catalogue of Life.